# 岡田彩夢
岡田 彩夢（おかだ あやめ、Okada Ayame、2000年8月8日 - ）は、日本のアイドル。女性アイドルグループ・虹のコンキスタドールの元メンバー（青組・サジタリアス流星群／イラストレーターチーム）。文筆家、クリエイター。熊本県出身。ディアステージに所属。大学院で近代文学の日本文学を研究し修士号取得、博士課程在学中。

## 略歴
2016年
- 7月16日、「虹のコンキスタドール2周年記念公演 〜赤青黄組み分け発表会〜」にて、つくドル!プロジェクトの第5期新予科生としてお披露目された。

2017年
- 1月9日、「どうしても言いたいことがあるんだよ／虹コンから大切なお知らせがあります」にて、虹のコンキスタドールの正式メンバーとなった。また、新ユニットのサジタリアス流星群（虹のコンキスタドール青組）のメンバーに選ばれた。
- 8月8日、生誕イベント「みんなと夢を彩りたい！～吾輩は17歳である～」が、新宿MARZにて行われた。

2018年
- 1月23日、ラジオFM-FUJIのGIRLS♥GIRLS♥GIRLS =FULL BOOST=「虹コンの征服ちゅうずでぃ」にレギュラー出演開始。
- 8月8日、生誕イベント「Forever 青春〜高校3年生18歳の夏！〜」が、大塚Hearts Nextにて行われた。

2019年
- 8月10日、生誕イベント「帰したくない！帰さない！彩夢の虜になっちゃいな♡〜うれし！はずかし！ときめき！LAST TEEN！〜」が、表参道GROUNDにて行われた。

2021年
- 3月6日〜3月14日まで初の個展「Immortal≒いもーたる！」をGallery＆Bar くらげで開催。
- 北海道で撮り下ろした初のソロ写真集「体温がちょっと上がるだけ」を4月25日発売[3]。
- 新型コロナウイルスの感染拡大の影響で延期になっていた生誕イベント「〜代官山は夜の0時〜」が9月22日に代官山UNITで開催された[4]。

2022年
- 4月16日・17日、日本武道館にて、虹のコンキスタドールワンマンLIVE『Over the RAINBOW〜なんたってアイドルなんですっ!!〜in 日本武道館』開催[5]。
- ガラスガールサイトのトップページを飾る「カバーガラスガール」（7月・8月）に起用される[6]。
- 8月14日、生誕イベント「理想のだぁやめってどこにあるの？〜にゃんにゃん歳〜」池袋 harevutaiにて開催された[7]。
- 8月15日 〜 8月28日、2度目の個展「殉情≒えもーしょん？」Gallery＆Bar くらげにて開催[8]。

2023年
- 4月28日、FRUITS ZIPPER・仲川瑠夏、JamsCollection・津代美月と、8月27日までの期間限定ユニット「夏の月を夢みて」を結成することが発表され[9]、5月28日の@JAM 2023 Day2～SUPER LIVE～において、シングル『カラフル』を初披露[10]。8月22日に発売されたCDは、8月21日付のオリコンデイリーシングルランキングで1位を獲得した[11]。
- 5月3日〜5月7日、岡田彩夢/大塚望由 『青春コンプレックス』Gallery＆Bar くらげにて開催[12]。
- 初のエッセイ「アイドルから、谷崎潤一郎へ。」が、文芸雑誌「文學界」2023年7月号に掲載される[13]。
- 9月2日〜9月17日、個展 『追想≒エバーグリーン』Gallery＆Bar くらげにて開催[14]。
- 9月4日、生誕イベント『岡田彩夢神話TRPG』が浅草花劇場で開催された[15]。

2024年
- 自身初となるTRPGシナリオ、エモクロアTRPG『お墓詣り』を頒布。作家デビューを果たす[16]。
- 2月3日〜2月12日、 岡田彩夢キュレーショングループ展『執着≒けみかるりあくしょん』Gallery＆Bar くらげにて開催[17]。
- 8月17日、NHK大阪ホールでの10周年記念ライブにて虹のコンキスタドールを卒業[1]。
- 8月28日、ソロ活動初となる生誕イベント「活動大写真『岡田彩夢』」が浅草花劇場で開催された[18]。

2025年
- ZINE 短歌集 「きみはいくつにもなれる」 写真集発売[19]。
- 3月29日〜4月6日、個展「春は灰いろ」Gallery＆Bar くらげにて開催[20]。
- TRPGシナリオ、エモクロアTRPG『楽園の鯨波』を頒布[21]。
- ZINE 短歌集「旅は道連れ」写真集、文学フリマ東京40で新刊として発売[22]。
- 8月12日、生誕イベント「岡田彩夢生誕2025【ミート・ユー】」が浅草花劇場で開催された[23]。
- 8月16日〜8月24日、岡田彩夢キュレーショングループ展『+けみかるりあくしょん-』Gallery＆Bar くらげにて開催[24]。
- 8月21日、中公文庫より刊行の乾ルカ著『葬式同窓会』に〈解説〉を寄稿した[25]。

## 人物
- pixiv発のアイドル「虹のコンキスタドール」の第5期生。
- 身長が、虹コンのメンバーの中で1番低い148cm。
- 趣味は、お絵描き、読書（漫画）、ヲタ活。特に二面性のある不器用なキャラに萌える。
- 特技は、色遊び。
- 愛称は、だぁやめ、あやめ、だぁちゃん。
- 担当カラーは、緑。
- チャームポイントは、目。
- 一番好きな動物は猫とキツネ。
- お気に入りの曲は、「真夜中のテレフォン」（虹のコンキスタドール青組曲）。[26]
- 話し方は、はっきりハキハキとした喋り方。ときおり熊本の方言と関西弁が出る。
- メンバーの中でも時折メガネをかけるメガネっ子キャラの一人。
- レギュラー出演しているラジオ番組の好きなマンガやヲタ活を紹介するコーナーでは、好きすぎて時間内に話が終わらないことが多い。
- 将来の夢は、本にかかわるような仕事、話の引き出しが多い人になりたい。
- 熊本出身だが中学の時に大阪に移住した為、中学から高校1年までの4年間を大阪で過ごす。高校2年に進級するタイミングで上京した。
- 絵が得意でメンバーなどの生誕グッズでイラストを担当・作成することもある。
- youtubeのグループ紹介では撮影・編集もすることがある。
- 近代文学が大好きで、なかでも日本の文豪「谷崎潤一郎」は大学院での研究対象とするほど。

## 作品

### 写真集
- 1stソロ写真集「体温がちょっと上がるだけ」（2021年4月25日、トランスワールドジャパン）ISBN 978-4862563118[27]

### デジタル写真集
- ヤンマガアザーっす！<YM2021年17号未公開カット>（2021年7月15日、講談社）
- キミとキャンバスライフ！（2022年8月8日、少年画報社）
- カラフル・デイズ（2022年9月5日、週刊プレイボーイ）
- オトナチュラルの予感（2023年4月7日、少年画報社）

### 個展開催
- 岡田彩夢初の個展「Immortal≒いもーたる！」をギャラリーくらげ　2021年03月06日〜03月14日
- 2度目の個展「殉情≒えもーしょん？」ギャラリーくらげ　2022年08月15日〜08月28日
- 岡田彩夢/大塚望由 『青春コンプレックス』Gallery＆Bar くらげ　2023年5月3日〜5月7日
- 個展 『追想≒エバーグリーン』Gallery＆Bar くらげ　2023年9月2日〜9月17日
- 岡田彩夢キュレーショングループ展『執着≒けみかるりあくしょん』Gallery＆Bar くらげ　2024年2月3日〜2月12日
- 個展「春は灰いろ」ギャラリーくらげ 　2025年03月29日〜04月6日
- 岡田彩夢キュレーショングループ展『+けみかるりあくしょん-』Gallery＆Bar くらげ　2025年8月16日〜8月24日

## 出演

### テレビ
- アイドルお宝クジ（テレビ朝日）
- アイドリアル～アイドルの今を切り取る～<フジバラナイト FRI>（フジテレビ）
- 虹のコンキスタドールが本気出しました!?（2020年4月9日 - 2022年3月、BS11）[28]
- バイプレイヤーズ〜名脇役の森の100日間〜　第4話(2021年1月29日、テレビ東京）- 亜希 役[29]
- オムニバスドラマ『カイダン都市伝説～洒落怖～』　第4話(2021年)  - 志乃 役[30]

### 映画
- 聖ゾンビ女学院（2017年）- アヤメ 役[31]
- カタシロReplica（2024年）- もう一人の患者 役[32]

### ラジオ
- GIRLS♥GIRLS♥GIRLS =FULL BOOST=「虹コンの征服ちゅうずでぃ」（2018年1月23日 - 2024年8月、FM-FUJI）

### インターネット
- scramble（スクランブル）〜fogg社が運営するスクランブルで定期的に好きなマンガを紹介している（2018年 - ）

- youtube 出版区#99【衝撃】文学ガチ勢！岡田彩夢の選書と文学愛がスゴすぎた…（2025年02月14日）[33]【本ツイ！ー本屋ついてって1万円あげたら何買うの？ー】